# Dreba
Dreba est une commune allemande de l'arrondissement de Saale-Orla, Land de Thuringe.

## Géographie
Dreba se situe au nord des étangs de Plothen.
| Quaschwitz    | Weira   | Linda       |
| Knau          | Dreba   | Moßbach     |
| Volkmannsdorf | Plothen | Dittersdorf |

## Histoire
Dreba est mentionné pour la première fois en 1302 sous le nom de "Trebene".

## Source, notes et références
- (de) Cet article est partiellement ou en totalité issu de l’article de Wikipédia en allemand intitulé « Dreba » (voir la liste des auteurs).